# جيمس دورهام
جيمس دورهام (بالإنجليزية: James Durham)‏ هو لاعب كرة قاعدة أمريكي، ولد في 7 أكتوبر 1881 في دوغلاس في الولايات المتحدة، وتوفي في 7 مايو 1949 في كوفيفيل في الولايات المتحدة.

## وصلات خارجية
- جيمس دورهام على موقعبيزبول رفرنس.كوم (الدوري الرئيسي) (الإنجليزية)
- جيمس دورهام على موقعبيزبول رفرنس.كوم (الدوري الثانوي) (الإنجليزية)